# LEGO
LEGO A/S (engelsk: The LEGO Group) er en international dansk familieejet legetøjskoncern grundlagt 10. august 1932 af Ole Kirk Christiansen, med hovedsæde i Billund. Oprindeligt lavede virksomheden udelukkende trælegetøj af høj kvalitet, men i 1949 begyndte de også at lave legoklodser af plastik samt andre produkter, og i dag er det bedst kendt for at fremstille legoklodser, og selskabet driver også en række dedikerede legobutikker. Desuden har Lego opført adskillige forlystelsesparker over hele verden kaldet Legoland. I dag producerer og sælger virksomheden en række forskellige legetøjstemaer, der alle har LEGO systemet til fælles, hvilket gør at de kan blandes på kryds og tværs.
Navnet er en sammentrækning af ordene "leg godt". I første halvdel af 2015 blev Lego verdens største legetøjsfirma mål på omsætning med et salg på $2,1 mia., og overgik dermed Mattel, der havde et salg på $1,9 mia. Den 11. august 2017 annoncerede selskabet at Niels B. Christiansen ville overtage embedet som ny CEO fra 1. oktober samme år. Han er ikke i familie med grundlæggerfamilien.
I sommeren 2021 annoncerede koncernen, at man efter flere års forskning havde udviklet en bæredygtig plasttype til brug i Lego-klodser, som er fremstillet af genbrugsplast. Forskerne havde endnu ikke fundet en måde at farve plasttypen på endnu.

## Navn
Navnet "LEGO" er en sammentrækning af ordene "leg godt". Navnet betyder dog også på latin enten "jeg samler", "jeg sammensætter" eller "jeg læser". Disse yderligere betydninger, hvoraf de to første er meget relevante, gav først mening, da virksomheden begyndte at lave plastikklodser med knopper (legoklodser), sådan at de kunne sættes sammen.

## Tidslinje

### Logoer
Lego har ændret logo flere gange siden grundlæggelsen i 1932.
- 1936–1946
- 1946–1948
- 1948–1950
- 1950–1953
- 1953–1954
- 1954–1959
- 1959–1964
- 1964–1972
- 1972–1998
- 1998–nuværende

## Lego-systemets patenter
28. januar 1958 kl. 13:58 indgav virksomheden patentansøgning på rør i Lego-systemelementer. Titlen lød: ”Kasseformede elementer med koblingsorganer”. Rør i elementerne bevirkede, at elementerne kunne holde langt bedre sammen. Patentet betragtes som Lego-systemets grundpatent. Det er dog ikke dette patent, der er hovedårsagen til LEGO-systemets og LEGO-koncernens succes. Vigtigere er selve LEGO-systemet.
I modsætning til andre firmaer, der har markedsført ”kasseformede elementer med koblingsorganer”, har LEGO-koncernen i udviklingen af nye elementer sikret, at alle nye elementer passer sammen med alle tidligere frigivne elementer. Det er sikret ved, at man i LEGO-koncernen har udarbejdet og overholdt præcise elementstandarder, der beskriver kravene til Lego-systemelementer. Fundamentet i systemet er standarder for: moduler, koblinger og regler for, hvordan systemet anvendes.
1978 tog Lego patent på LEGO-figuren, tegnet af Jens Nygaard Knudsen, som stadig befolker virksomhedens modeller.
Lego fører hvert år 200 internationale retssager for at beskytte deres navn og varemærke.

## Afledte virksomheder
- Bilofix - produceret af Lego indtil 1960. Grundlagt som selvstændig virksomhed i 1964
- Modulex - produceret af Lego 1963-1965. Grundlagt som selvstændig virksomhed i 1965
- LEGOLAND åbnede 7.juni 1968

## Andre produkter og services
Udover Legoklodser har Lego-koncernen også lanceret en del andre produkter. Dette tæller bl.a. tøjmærket LEGOwear, LEGO Brætspil samt en lang række ting med "LEGO kno-pper" som eksempelvis madkasser og salt & peber sæt.
Derudover er der også blevet udgivet en lang række computerspil, racerspil, spil bygget over licenstemaer som f.eks. Pirates of the Caribbean, Indiana Jones og Star Wars. Dette tæller bl.a. serien om LEGO øen, LEGO Harry Potter: År 1-4 og År 5-7, LEGO Indiana Jones: The Original Adventures, LEGO Star Wars: The Video Game, LEGO Worlds og LEGO Loco.
LEGO's officielle hjemmeside var første gang online i 2000, men har siden da undergået store forandringer. I dag tæller den udover oversigt over nuværende produkter også online butik, spil, filmsekvenser og Pick a Brick, hvor man kan bestille enkelte klodser uden at købe hele sæt.

### LEGO Store
LEGO driver i alt 106 Lego Stores spredt i Nordamerika og Europa. Disse butikker sælger udelukkende produkter produceret af LEGO. De fordeler sig således: 64 i USA, ni i Storbritannien, ti i Tyskland, fire i Canada og to i Danmark.

### LEGO Mindstorms
Tekst mangler, hjælp os med at skrive teksten

## Kontroverser

### Galleri Lego
I efteråret 2003 åbnede Louise Lego Andersen et kunstgalleri ved navn Galleri Lego. En måned senere henvendte medarbejdere fra LEGO Juris A/S sig i galleriet og sagde, at det ville ende med en retssag, hvis hun ikke skiftede navn.
LEGO-Koncernens udgangspunkt var, at deres varemærke var så stærkt, at brugen ud fra et mellemnavn stadigvæk ville være krænkende. Louise Lego Andersens udgangspunkt var, at hendes mellemnavn stammede fra hendes morfar, der i 1908 fik mellemnavnet i dåbsgave – altså en del år før LEGO Koncernen fik sit navn.
Sagen blev i første omgang afgjort i Sø- og Handelsretten, hvor Louise Lego Andersen var repræsenteret ved sin onkel, Eigil Lego Andersen. Afgørelsen betød, at hun gerne måtte bruge Lego som mellemnavn, når hun solgte billeder, og hun måtte underskrive billederne med L. Lego, ligesom det var i orden at kalde galleriet for Galleri Lego.
Det blev dog også afgjort, at hun ikke måtte bruge Lego som søgeord på nettet, og at hun ikke måtte bruge Lego som efternavn. Derfor besluttede hun sig for at gå videre til Højesteret med sagen.
Louise fjernede i mellemtiden sit gamle efternavn, hvilket var muligt med den nye navnelov, og hed derefter Lego til efternavn.
I november 2007 blev det i Højesteret afgjort, at Louise var berettiget til at bruge betegnelsen Galleri Lego, at bruge LEGO og Lego som efternavn, at markedsføre sin virksomhed under domænet galleri-lego.dk og at bruge LEGO som søgeord på nettet. Ydermere skulle LEGO-Koncernen betale 150.000 kr. i sagsomkostninger. Retten konkluderede, at Louises produkter kun vagt lignede LEGO-Koncernens produkter, og at der ikke var nogen reel forvekslingsrisiko.